# Кіровське (електродепо)
53°12′54″ пн. ш. 50°16′57″ сх. д. / 53.21500° пн. ш. 50.28250° сх. д.
Електродепо «Кіровське» (ТЧ -1) — електродепо Самарського метрополітену.

## Технічна характеристика
Електродепо «Кіровське» — структурний підрозділ, до відповідальності якого входять завдання забезпечення експлуатації та ремонту рухомого складу. Єдине депо Самарського метрополітену введено в експлуатацію разом з першою пусковою ділянкою в грудні 1987 року. Депо займає площу в 13,3 га і на його території розташовані: Адміністративно-побутовий корпус (8 поверхів), відстойно-ремонтні прогони (9 канав), виробничі майстерні, цех ТР-3 (включаючи фарбувальний цех), камера мийки, камера продувки, вантажно-розвантажувальна платформа, АЗС, господарсько-побутовий блок тощо. Є можливість розширення депо до 19 відстойно-ремонтних канав. У депо є наступне обладнання: крани різних типів, у тому числі мостовий кран на 16 тонн, домкрати, електронавантажувачі, електровізок, різні верстати. На території депо розташована станція «Юнгородок».
Також електродепо має одноколійний гейт до товарної станції «Самарка» Куйбишевської залізниці.

## Рухомий склад
Рухомий склад депо представлений вагонами серій 81-717, 81-717.5 (головні) і 81-714, 81-714.5 (проміжні), виробництва Митищинського машинобудівного заводу (Москва) і Заводу ім. Єгорова (Санкт-Петербург). Є 24 головних вагони і 22 проміжних вагони. Вагони зчеплені по чотири в склади. Резерв складають головні вагони 0306, 0307. Списані були вагони 821 (вагон типу Д) і 838 (електровоз на базі вагону типу Д).

## Ресурси Інтернету
- Офіційний сайт МП Самарський метрополітен [Архівовано 12 листопада 2014 у Wayback Machine.](рос.)